# Bamse & Kylling
Bamse & Kylling (danska Bamses billedbog) är en dansk TV-serie för barn som spelades in emellan 1983 och 2008, skapad av författarna Finn Bentzen, Thomas Winding och Katrine Hauch-Fausbøll.

## Handling
Bamse är en stor gul nallebjörn (ursprungligen spelad av Søren Hauch-Fausbøll) som bor i ett litet hus i en skog någonstans i Danmark. Hans bästa vän är den stora gula kycklingen Kylling (Brian Patterson) som han hittar på diverse äventyr och rackartyg med. Senare i serien får Bamse en till vän i form av ankungen Ælling (Joan Bentsen). Bamse har också flera mänskliga vänner som besöker honom i skogen, däribland Aske (Aske Bentzon) och Luna (Alberte Winding).
Trots att Bamse bor själv och sköter sitt eget hushåll ligger han betydligt närmare ett barn till sättet både i temperament, ordförråd och förståelse av världen. Han kan vara självupptagen och tjurig, men också rar och omtänksam, och är tänkt som en figur barn lätt kan identifiera sig med.

## I Sverige
Åtta avsnitt av serien visades på svensk television i SVT 1 sommaren 1997 under titeln "Bamsebjörns Bilderbok." Pierre Lindstedt gav svensk röst åt Bamse och Yvonne Eklund gav röst åt Kylling (kallad Kyckling på svenska).